# Lits
De Lits (Fries en officieel: De Lits) is een gekanaliseerde rivier (veenstroom) in de Nederlandse provincie Friesland.
De Lits loopt van Rottevalle naar De Leijen en verbindt dit meer via de plaats Oostermeer met het Bergumermeer. Het kanaal maakt deel uit van de Lits-Lauwersmeerroute. Na het Bergumermeer is de eerstvolgende schakel in deze route de Kuikhornstervaart.
Tot 1956 liep de Lits nog dwars door het dorp Rottevalle. In 1956 is een gedeelte van de voormalige Haven gedempt en de loop verlegd om het dorp heen. Zowel Rottevalle als Oostermeer hebben een haven aan de Lits.